# The Colour Room
The Colour Room es una película biográfica y dramática británica de 2021 dirigida por Claire McCarthy a partir de un guion de Claire Peate. La película está protagonizada por Phoebe Dynevor (en su debut cinematográfico), junto a Matthew Goode, David Morrissey, Darci Shaw, Kerry Fox y Luke Norris. Está basada en la vida de la ceramista e ícono feminista Clarice Cliff y la acción se desarrolla en las décadas de 1920 y 1930.

## Sinopsis
La película se centra en la vida de Clarice Cliff (Phoebe Dynevor) desde su adolescencia, cuando su familia la envió a trabajar a una fábrica a los 13 años, hasta convertirse en una de las diseñadoras Art Deco más famosas del mundo. La joven Cliff es de clase trabajadora, vive con su madre viuda Ann (Kerry Fox) y su hermana menor Dot Cliff (Darci Shaw) y trabaja en una fábrica de cerámica en las Midlands de Gran Bretaña en la década de 1920. Rebosante de ideas para conseguir formas y colores nuevos, se mueve de una fábrica a otra, volviéndose cada vez más atrevida. Es particularmente capaz de impresionar al excéntrico dueño de la fábrica, Colley Shorter (Matthew Goode), quien queda impresionado por sus ideas y la convierte en aprendiz del diseñador de arte Fred Ridgeway (David Morrissey) antes de enviarla al Royal College of Art y finalmente ayudarla a establecer su propio estudio. Cliff luego ayuda a diseñar la gama Art Deco Bizarre con el apoyo de Colley y las otras mujeres de la fábrica. En medio de la Gran Depresión, sus innovadoras y atrevidas ideas aseguran la supervivencia de la fábrica y allana el camino para una carrera como una de las más grandes diseñadoras Art déco.

## Reparto
- Phoebe Dynevor como Clarice Cliff
- Matthew Goode como Colley Shorter
- Kerry Fox como Ann Cliff
- Darci Shaw como Dot Cliff
- Luke Norris como Guy Shorter
- Bronwyn James como Betty
- Rachel Shenton como Annie Shorter
- Doreene Blackstock como Vera
- Tony Pitts como Jack Walker
- Bill Paterson como Gordon Forsythe
- Adrian Rawlins como John
- David Morrissey como Fred Ridgeway
- Safia Oakley-Green como Elsie

## Producción
La película fue desarrollada por Caspian Films, Sky Cinema y Creative England con la producción de Thembisa Cochrane y Georgie Paget y la coproducción de Neil Jones. Laura Grange de Sky, Paul Ashton de Creative England y David Gilbery, Charlie Dorfman y Marlon Vogelgesang de Media Finance Capital son los productores ejecutivos. Dirigida por Claire McCarthy. Es su cuarto largometraje después de The Waiting City, Cross Life y Ophelia, el guion es obra de Claire Peate.
El rodaje de la película comenzó en marzo de 2021 en la ciudad natal de Cliff, Stoke-on-Trent, en las Midlands de Inglaterra (Staffordshire) y en Birmingham. Además los periódicos locales informaron de que el equipo de grabación rodó varias escenas en el Museo de Cerámica de Gladstone en Longton.
En marzo de 2021 se anunció que Phoebe Dynevor interpretaría el papel principal de Clarice Cliff con Matthew Goode como su coprotagonista quien interpreta al excéntrico propietario de la fábrica, Colley Shorter, quien descubrió el talento de Cliff y la envió al Royal College of Art de Londres. Otros papeles incluyen a Kerry Fox, David Morrissey, Darci Shaw y Luke Norris como actores secundarios.
La banda sonora de la película la compusó el músico británico Nitin Sawhney. El álbum de la banda sonora, que contiene un total de 22 pistas, fue lanzado para su descarga por SATV en noviembre de 2021.

## Estreno
La película se estrenó en el Reino Unido en Sky Cinema el 12 de noviembre de 2021. En diciembre de 2021 se proyectó en Arabia Saudita en el primer Festival Internacional de Cine del Mar Rojo. el 29 y el 30 de abril de 2022 la película se proyectó en el Festival Internacional de Cine de Praga (Febiofest).

## Recepción
La película ha recibido críticas muy positivas por parte de la prensa especializada. En el sitio web especializado Rotten Tomatoes, la película posee una aprobación de 100 %, basada en siete reseñas, así Kevin Maher de The Times escribió que «Phoebe Dynevor salva el día para lo que podría haber sido una película biográfica formulada para la televisión sobre la ceramista y pionera feminista Clarice Cliff». Ed Power de The daily Telegraph dijo que «A pesar de todos los artilugios, es difícil negar los encantos de The Color Room» y que «esta crónica de la vida de Clarice Cliff tiene un brillo para sentirse bien que es difícil de resistir». Mientras que Cath Clarke de The Guardian «[Un] drama de época entretenido para sentirse bien, una película brillante y optimista que quizás se presenta como un poco extenuantemente alegre en algunos lugares». Finalmente Danny Brogan de Common Sense Media escribió que la película «Al igual que los diseños coloridos que le dieron a Cliff su reputación, esta es una película con mucho brillo que no tiene interés en las grietas y los tonos grises de la vida real».